# Operatie Tagar

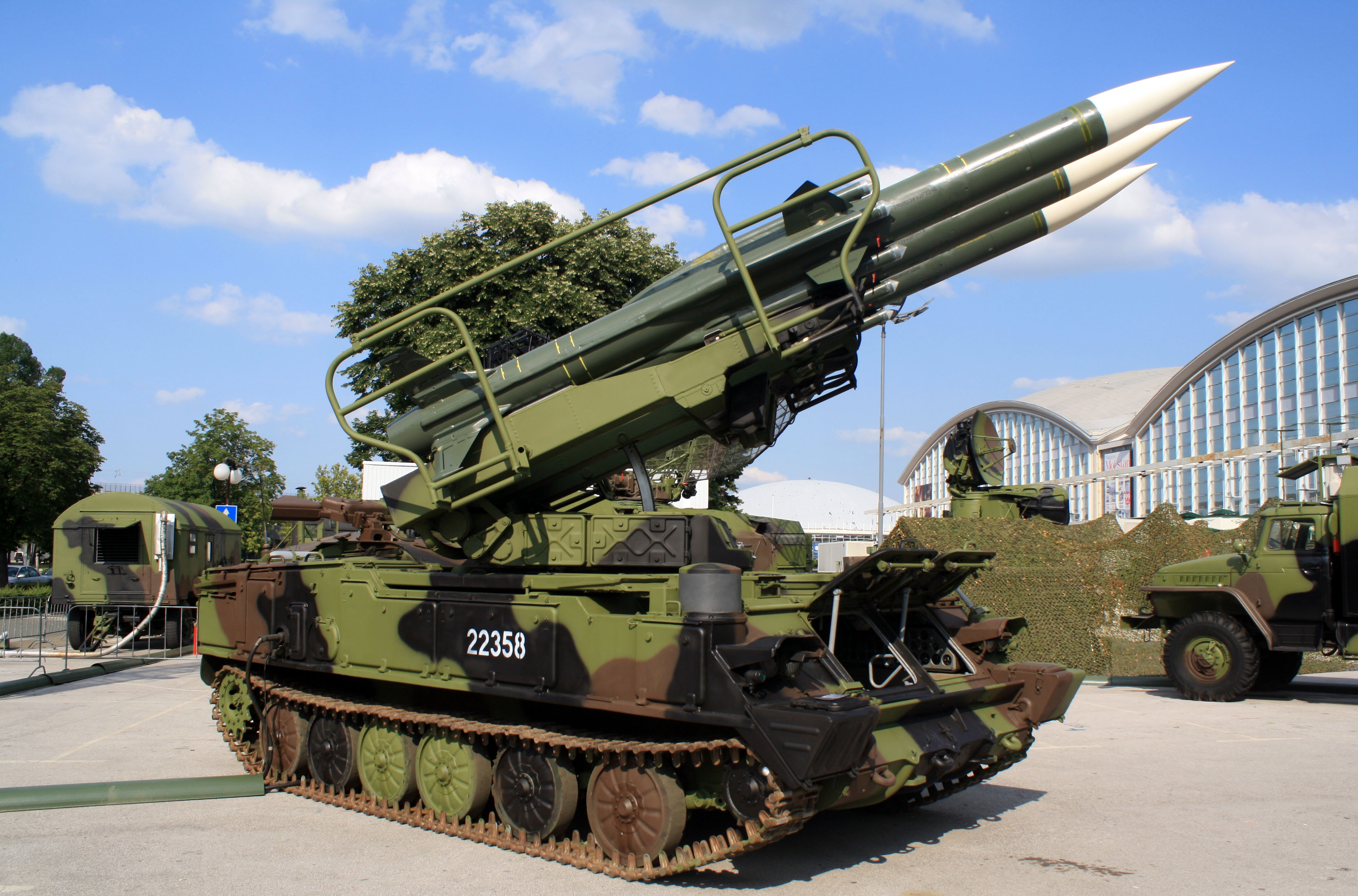
De mobiele SAM-6 was het meest effectief en het moeilijkst te raken.

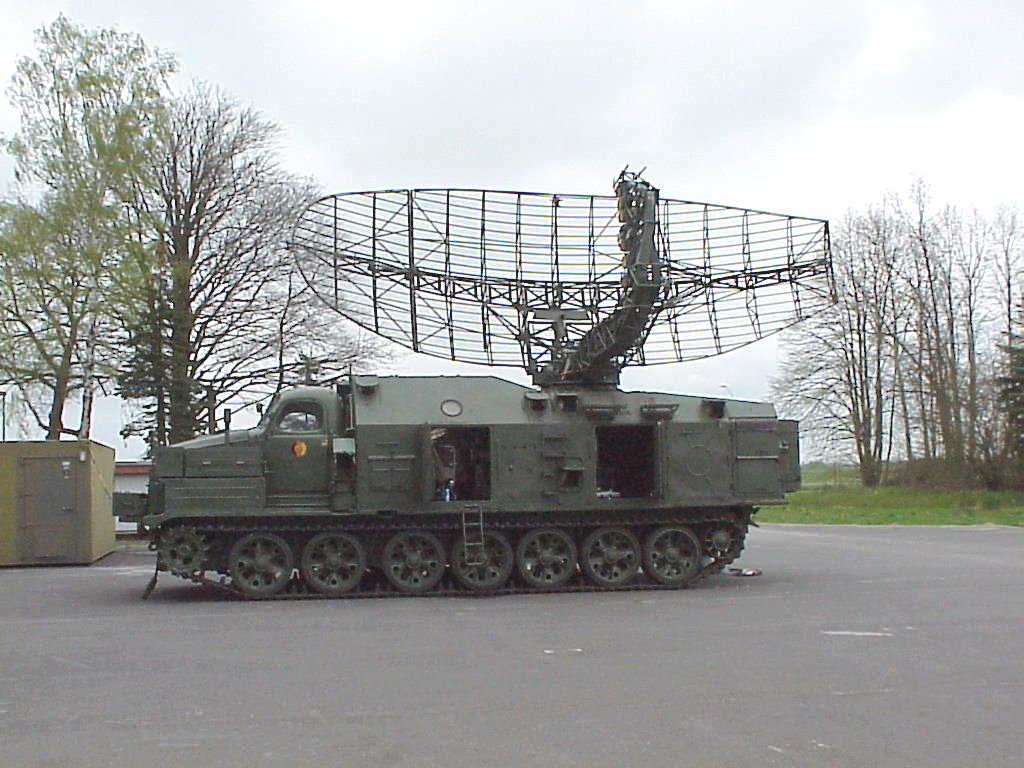
De ultra-high frequency “P-40 armour” radar.

Operatie Tagar (Hebreeuws: תגר) was een operatie voor Suppression of Enemy Air Defences door de Israëlische luchtmacht op zondag 7 oktober 1973. De aanval was gericht op vliegvelden van de Egyptische luchtmacht en Egyptische luchtdoelraketten tijdens het begin van de Jom Kipoer-oorlog. 

## Voor de operatie
Op de joodse feestdag Jom Kipoer (6 oktober) was de Egyptische landmacht het Suezkanaal overgestoken en de tijdens de Zesdaagse Oorlog verloren gegane Sinaï 10 km ingetrokken met 90.000 soldaten en 850 tanks om ze te heroveren op Israël. Ze hadden ook 140 batterijen luchtdoelraketten mee, die het de Israëlische luchtmacht belette om de verdedigende Israëlische landmacht luchtsteun te bieden.

## De operatie
De commandant van de Israëlische luchtmacht, aluf Benny Peled leidde de operatie.
Het plan bestond erin om de vliegvelden en de batterijen met luchtdoelraketten te bombarderen met gewone bommen. De vliegtuigen moesten laag vliegen onder de radars voor vuurleiding van de SAM batterijen en om detectie door de ultra-high frequency radars “P-15 tropa” en “P-40 armour” te voorkomen.
Er waren vier aanvalsgolven gepland:
1. Aanval op Egyptische vliegvelden
2. Tweede aanval op Egyptische vliegvelden
3. Aanval op batterijen luchtdoelraketten
4. Tweede aanval op batterijen luchtdoelraketten

De eerste golf begon bij zonsondergang op zondag 7 oktober 1973.
Alleen de eerste golf werd uitgevoerd. Daarna beval Minister van Defensie Moshe Dayan om de operatie te stoppen ten voordele van de operatie Model 5 op het front tegen de Syrische strijdkrachten in de Golanhoogvlakte, om te voorkomen dat de Syrische strijdkrachten de Jordaan zouden oversteken en Israël zelf binnenvallen.
De Israëlische luchtmacht verloor twee A-4 Skyhawks en de twee piloten kwamen om. De operatie beschadigde zeven Egyptische vliegvelden.